# Sint-Catharinakerk (Hamburg)
De Sint-Catharinakerk (Duits: Sankt Katharinen) is een van de vijf Hamburgse hoofdkerken. Het hoofdbestanddeel van de toren dateert uit de 13e eeuw en is met de Vuurtoren van Neuwerk het oudste gebouw van Hamburg. De kerk staat in het stadscentrum, in de Altstadt, tegenover de zogenaamde Speicherstadt aan de straat Bei den Mühren en is traditioneel de kerk van de zeelui.
De eerste verwijzing naar de kerk stamt uit het jaar 1256. Het grootste deel van de drieschepige kerk werd in het midden van de 15e eeuw herbouwd in de Noord-Duitse baksteengotiek. De barokke torenspits werd in 1657 toegevoegd en bereikt een hoogte van 116,7 meter.
Tijdens de hevige bombardementen van 30 juli 1943 op de stad Hamburg werd de kerk grotendeels vernietigd. Slechts de buitenmuren en het onderste deel van de toren overleefden de hel van de vuurzeeën die Hamburg troffen. Herbouw van de kerk vond plaats tussen 1950 en 1957. Wegens geldgebrek van de kerkelijke gemeente vond de reconstructie niet toereikend plaats. De spits werd in de vorm van een staalconstructie herplaatst.
Het orgel gold reeds in de 16e eeuw als het belangrijkste instrument van Hamburg. In de 17e eeuw werd het orgel verder vergroot. Beroemde organisten als Heinrich Scheidemann en Adam Reincken speelden op het instrument. Ook Johann Sebastian Bach (1685-1750) waardeerde het instrument zeer en speelde herhaaldelijk op het orgel. Het vergulde, met cherubijnen en op trompet blazende engelen versierde historische orgel werd in 1943 grotendeels verwoest. Er zijn echter nog 520 pijpen uit 20 registers bewaard gebleven.
Sinds 2007 werd er een omvangrijke restauratie aan de kerk uitgevoerd, waarbij ook het orgel hersteld werd. Na vijf jaar werkzaamheden wordt de kerk op de eerste adventsdag van het jaar 2012 heropend.

## Historische afbeeldingen

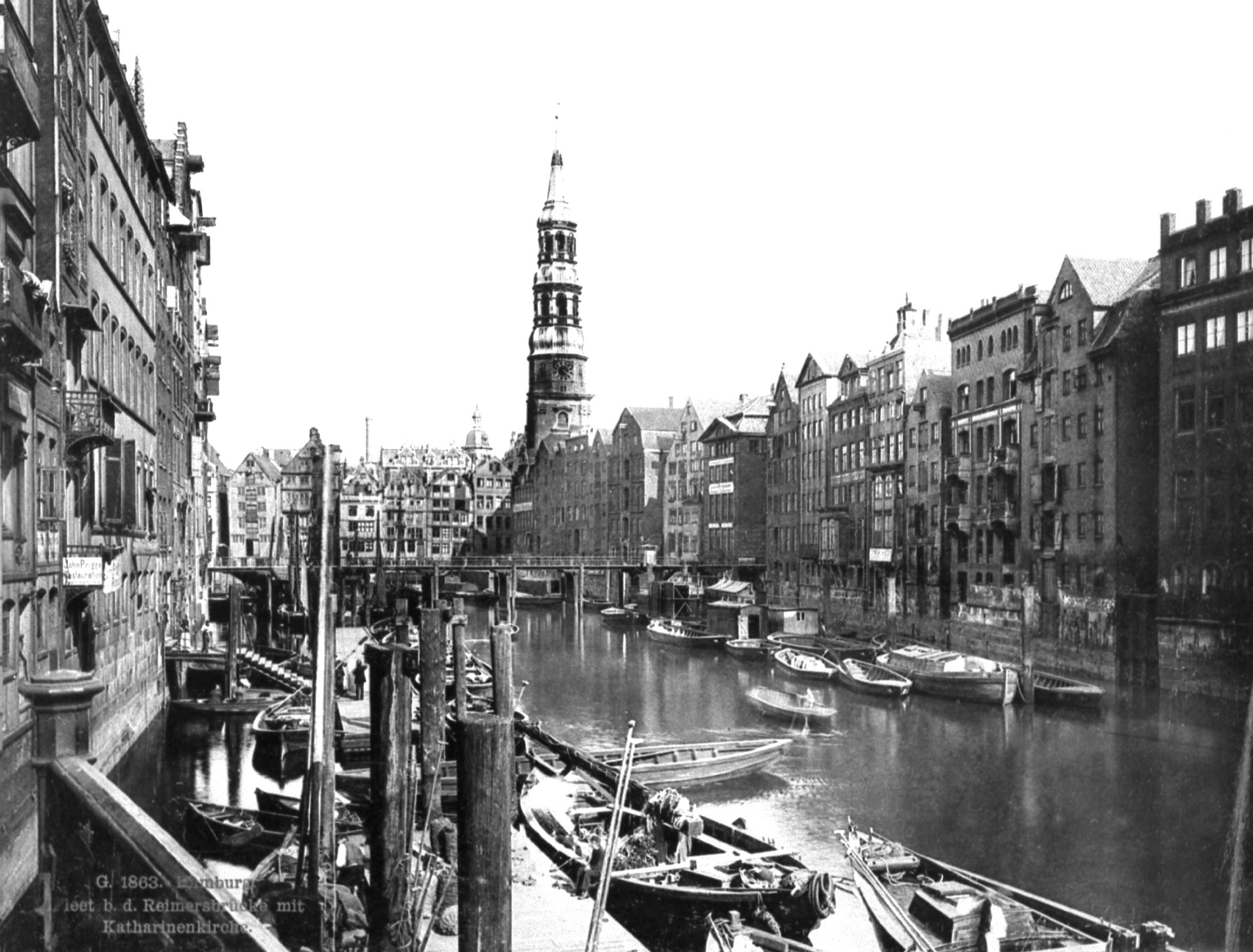
Kerk en omgeving in 1863
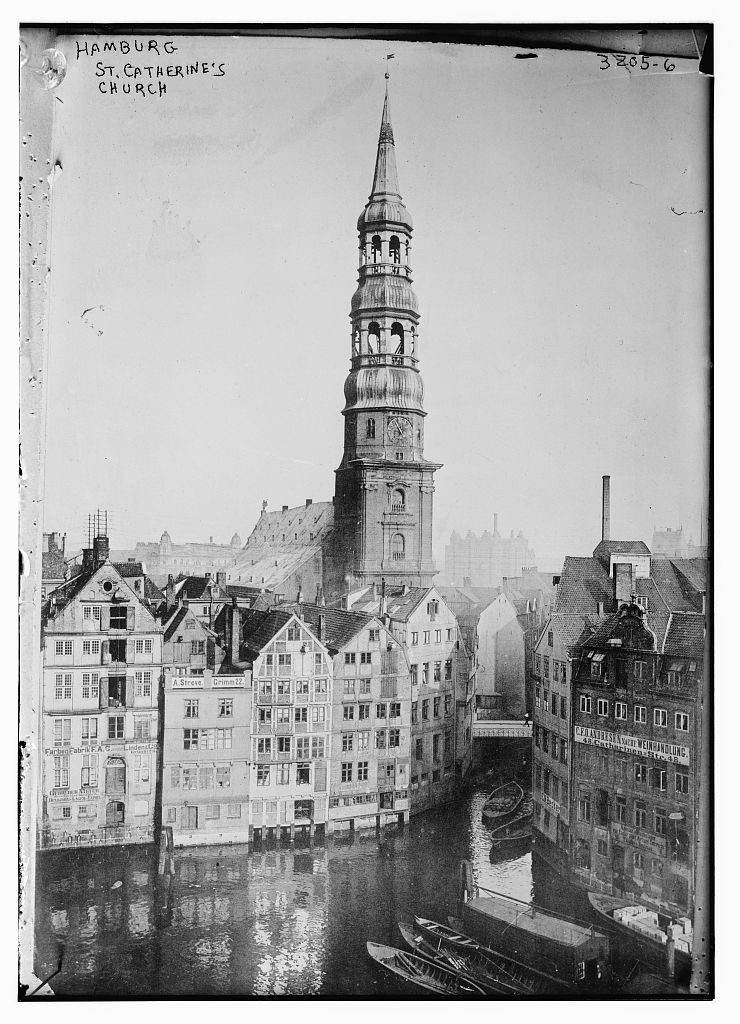
De kerk in 1890